# خورخي بينا (لاعب كرة قدم)
خورخي بينا (بالإسبانية: Jorge Pina Roldán)‏ هو لاعب كرة قدم إسباني في مركز نصف الجناح، ولد في 28 فبراير 1983 في سرقسطة في إسبانيا. شارك مع منتخب إسبانيا تحت 16 سنة لكرة القدم ومنتخب إسبانيا تحت 17 سنة لكرة القدم ومنتخب إسبانيا تحت 19 سنة لكرة القدم ومنتخب إسبانيا تحت 20 سنة لكرة القدم ومنتخب إسبانيا تحت 21 سنة لكرة القدم. أما مع النوادي، فقد لعب مع راسينغ فيرول وريال سبورتينغ خيخون ونادي ألباسيتي ونادي ديبورتيفو إيبرو ونادي سالامانكا ونادي فييانوفينسي ونادي لاريسا ونادي ليفانتي ونادي مالقا.

## وصلات خارجية
- خورخي بينا على موقع الاتحاد الدولي (مؤرشف)  (الإنجليزية)
- خورخي بينا على موقع قاعدة بيانات كرة القدم.إي يو (الإنجليزية)
- خورخي بينا على موقع Soccerway.com (الإنجليزية)